# Pustyny
Pustyny – przysiółek wsi Krościenko Wyżne w Polsce, położony w województwie podkarpackim, w powiecie krośnieńskim, w gminie Krościenko Wyżne.
W latach 1975–1998 miejscowość administracyjnie należała do województwa krośnieńskiego.
Nazwa przysiółka pochodzi prawdopodobnie od określenia „pustynia” lub „pustki” jako miejsca nie zamieszkanego. Pustyny sąsiadują z następującymi miejscowościami: Krościenko Wyżne, Zalesie, Targowiska, Iskrzynia, Haczów. Przez miejscowość przebiega droga krajowa nr 19 (Kuźnica – Barwinek), a w trakcie budowy jest fragment drogi ekspresowej S19. 
Pustyny położone są na terenie kotliny Krośnieńskiej będącej częścią Dołów Jasielsko-Sanockich. Teren wsi jest równinny, przecięty doliną potoku Flusy, który wypływa z lasu na pograniczu Zalesia i Targowisk i uchodzi do rzeki Wisłok w Krościenku Wyżnym. Znaczna część wsi położona jest na prawym, północnym brzegu potoku. Wieś obejmowała część lotniska Iwonicz, jednak po zmianie granic Krosna w 2021 roku zostało one wchłonięte w granice miasta. 

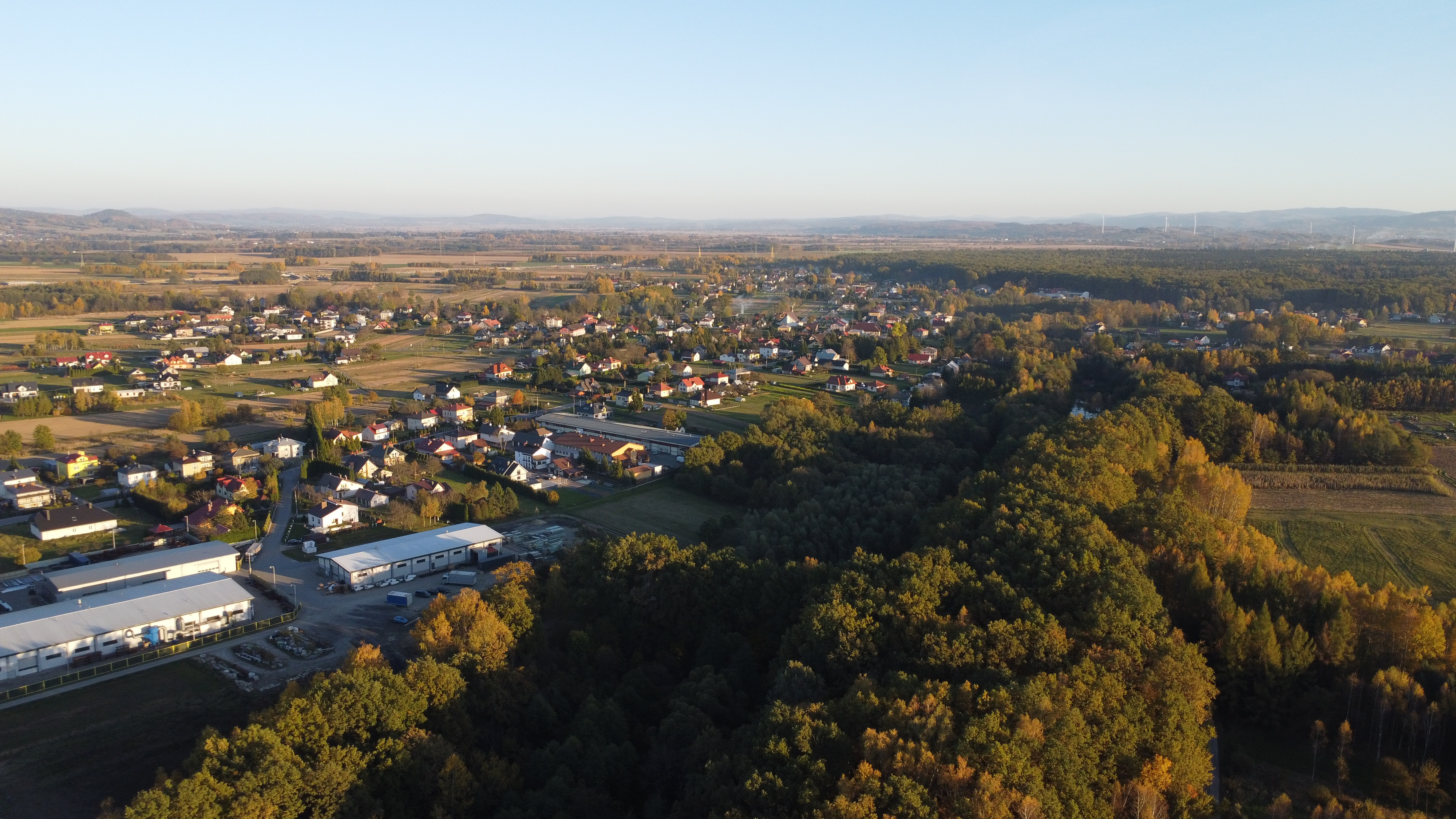
Pustyny z lotu ptaka [Listopad 2024

## Historia
Początki osadnictwa na tym terenie datuje się na XVII wiek.  Pierwszymi mieszkańcami tego przysiółku byli prawdopodobnie potomkowie niemieckich osadników z Krościenka Wyżnego, chociaż są wśród nich nazwiska słowiańskie.  
W 1927 roku na terenie miejscowości powstała Ochotnicza Straż Pożarna.  
Wieś rozwinęła się w połowie XIX w., gdy zbudowano „trakt węgierski”, czyli dzisiejszą drogę nr 19. Do II wojny światowej Pustyny były folwarkiem należącym do dworu w Krościenku Wyżnym. W 1884 r. w pobliżu Pustyn zbudowano linię kolejową łączącą stacje węzłowe Jasło i Zagórz. Jest to fragment Galicyjskiej Transwersalnej Linii Kolejowej. Najbliższy przystanek kolejowy znajduje się w Targowiskach. W czasie II wojny światowej w Pustynach znajdowała się część lotniska wojskowego, używanego najpierw przez Luftwaffe, a po przejściu frontu przez lotnictwo Armii Czerwonej. Teren ten do dziś jest nazywany lotniskiem. Obecnie jest on własnością Aeroklubu Polskiego w Krośnie. 
Pierwszym obiektem publicznym był Dom Ludowy wybudowany na parceli Moszka Szterna, zamordowanego przez hitlerowców w 1941 r. Przy Domu Ludowym wybudowano garaż na sprzęt przeciwpożarowy. 
W 1953 zbudowano sieć energetyczną, a w latach 1961–1964 sieć gazową. 
W 1959 roku założone zostało Koło Gospodyń Wiejskich w Pustynach.  
W 1969 roku rozpoczęto budowę nowej remizy. Remizę budowano przede wszystkim w czynie społecznym oraz przy pomocy Komendy Powiatowej Straży Pożarnej w Krośnie. Budowa trwała trzy lata i w 1972 roku oddano do użytku nową remizę z obszernym garażem na parterze, świetlicą i salą narad na piętrze. 
10 czerwca 1997 podczas 5. pielgrzymki do ojczyzny lotnisku wylądował papież Jan Paweł II. W Pustynach nie ma zabytków w ścisłym tego słowa znaczeniu. Jest jednak kilka chat drewnianych krytych strzechą zbudowanych jeszcze w XIX w.    
7 lipca 1977 w Pustynach miała miejsce wypadek drogowy autobusu PKS, który stoczył się ze skarpy, w wyniku czego śmierć poniosło 4 pasażerów.
Pustyny od początku swego istnienia były integralną częścią parafii Krościenko Wyżne. Wiosną 1992 r. wybudowano ołtarz polowy na parceli Wandy Tomkowicz. Budowa kościoła rozpoczęła się w 1994 roku, na tej samej działce. Za projekt odpowiedzialny był Fryderyk Liput. W dniu 28 czerwca 1998 roku została erygowana parafia rzymskokatolicka pod wezwaniem Niepokalanego Serca Najświętszej Maryi Panny obejmująca miejscowości Pustyny i Zalesie. Konsekracji dokonał Ksiądz Arcybiskup Józef Michalik. Pierwszym proboszczem został Ksiądz Stanisław Misiak. W 2000 roku funkcję tę objął Ksiądz Tadeusz Osiński. Od 1999 roku rozpoczęła się budowa plebanii. 30 października 2011 roku poświęcono cmentarz parafialny znajdujący się na terenie Krościenka Wyżnego, obok funkcjonującego wcześniej cmentarza. Obecnie z ramienia parafii na jej terenie działają: Duszpasterska Rada Parafialna, Akcja Katolicka, Róże Różańcowe, Chór parafialny, Schola parafialna, Stowarzyszenie Ruchu Apostolstwa Młodzieży, Domowy Kościół w parafii Pustyny i Służba Liturgiczna.
W latach 2010–2012 wybudowano nowy obiekt stacjonowania miejscowej straży, który został w całości sfinansowany ze środków Urzędu Gminy w Krościenku Wyżnym.
W 2019 roku w Pustynach do użytku został oddany nowy budynek użyteczności publicznej z biblioteką oraz ośrodkiem zdrowia. 

## Pustyny dziś
Na terenie wsi znajduje się 252 domy mieszkalne i ponad 350 gospodarczych.
W końcu lat 90. Pustyny przeszły reformę adresową. Tradycyjną numerację budynków zastąpiono przez sieć ulic. Utworzono następujące ulice: Dukielska (droga krajowa 19), Centralna, Księża, Graniczna, Wspólna, Kościelna, Spacerowa.
W roku 2023 rozpoczęła się budowa Drogi ekspresowej S19 (Polska), która będzie częściowo przebiegać przez wschodnią część miejscowości. Oddanie tego odcinka planowane jest na 2025 rok. 